# Río Chimbo
Der Río Chimbo (im Oberlauf: Río Cutebrillas; die unteren 10 km: Río Yaguachi) ist ein etwa 210 km langer linker Nebenfluss des Río Babahoyo im Westen von Ecuador in den Provinzen Bolívar, Chimborazo und Guayas.

## Flusslauf
Der Río Chimbo entspringt an der Westflanke des Vulkans Chimborazo auf einer Höhe von etwa 4450 m. Er fließt anfangs etwa 100 km in überwiegend südlicher Richtung durch die ecuadorianische Westkordillere (Cordillera Occidental). Bei Flusskilometer 180 fließt der Río Chimbo entlang dem südlichen Stadtrand von Guaranda. Die Städte San José de Chimbo und San Miguel liegen westlich des Flusslaufs. Bei Flusskilometer 100 passiert der Río Chimbo die Kleinstadt Cumandá und erreicht das ecuadorianische Küstentiefland. Er fließt etwa 70 km in westlicher Richtung, bevor er sich in Richtung Nordnordwest wendet. Bei Flusskilometer 64, bei der Kleinstadt Coronel Marcelino Maridueña, mündet der Río Chanchán von links in den Río Chimbo. Bei Flusskilometer 45 wird der Fluss durch ein Wehr (⊙) aufgestaut. Dort zweigt nach Süden hin ein Kanal zum Río Taura ab. Unterhalb der Einmündung des Río Milagro bei Flusskilometer 10 heißt der Fluss Río Yaguachi. Er durchfließt die Stadt Yaguachi Nuevo und mündet schließlich in den Río Babahoyo, 30 km oberhalb dessen Vereinigung mit dem Río Daule zum Río Guayas.

## Hydrologie
Das Einzugsgebiet des Río Chimbo umfasst etwa 4400 km². Es erstreckt sich über einen zentralen Abschnitt der Cordillera Occidental und reicht bis zu deren höchsten Berg, den Chimborazo. Ein zwischen 5 und 15 km breiter Streifen des Küstentieflands gehört ebenfalls zum Einzugsgebiet. Die Westflanke der Cordillera Occidental wird von benachbarten Flüssen entwässert.  